# McDonough (Georgia)
McDonough ist eine City und zudem der County Seat des Henry County im US-Bundesstaat Georgia. Das U.S. Census Bureau ermittelte bei der Volkszählung 2020 eine Einwohnerzahl von 29.051.

## Geographie
McDonough liegt rund 30 km südöstlich von Atlanta.

## Geschichte
Die Stadt wurde 1823 gegründet und nach dem Marineoffizier Thomas Macdonough benannt. Anschluss an das Eisenbahnnetz erhielt McDonough 1887 durch die damalige Georgia Midland & Gulf Railroad. Am 23. Juni 1900 ereignete sich der Eisenbahnunfall von McDonough rund zwei Kilometer nördlich der damaligen Stadtgrenze.

## Demographische Daten
Laut der Volkszählung von 2010 verteilten sich die damaligen 22.084 Einwohner auf 8.053 bewohnte Haushalte, was einen Schnitt von 2,64 Personen pro Haushalt ergibt. Insgesamt bestehen 9.063 Haushalte.
67,1 % der Haushalte waren Familienhaushalte (bestehend aus verheirateten Paaren mit oder ohne Nachkommen bzw. einem Elternteil mit Nachkomme) mit einer durchschnittlichen Größe von 3,25 Personen. In 43,0 % aller Haushalte lebten Kinder unter 18 Jahren sowie in 16,8 % aller Haushalte Personen mit mindestens 65 Jahren.
32,6 % der Bevölkerung waren jünger als 20 Jahre, 31,5 % waren 20 bis 39 Jahre alt, 23,7 % waren 40 bis 59 Jahre alt und 12,0 % waren mindestens 60 Jahre alt. Das mittlere Alter betrug 32 Jahre. 45,8 % der Bevölkerung waren männlich und 54,2 % weiblich.
34,8 % der Bevölkerung bezeichneten sich als Weiße, 58,2 % als Afroamerikaner, 0,3 % als Indianer und 1,8 % als Asian Americans. 2,3 % gaben die Angehörigkeit zu einer anderen Ethnie und 2,6 % zu mehreren Ethnien an. 6,1 % der Bevölkerung bestand aus Hispanics oder Latinos.
Das durchschnittliche Jahreseinkommen pro Haushalt lag bei 45.517 USD, dabei lebten 15,3 % der Bevölkerung unter der Armutsgrenze.

## Sehenswürdigkeiten
Folgende Objekte sind im National Register of Historic Places gelistet:
- Brown House
- Globe Hotel
- Henry County Courthouse
- Hooten, James and Bertha, House
- Lawrenceville Street Historic District
- McDonough Historic District

## Verkehr
McDonough wird von der Interstate 75, vom U.S. Highway 23 sowie von den Georgia State Routes 20, 42, 81, 155, 351 und 401 durchquert. Im Schienengüterverkehr wird die Stadt durch die Norfolk Southern Railway  angebunden. Der nächste Flughafen ist der Flughafen Atlanta (rund 30 km nordwestlich).

## Kriminalität
Die Kriminalitätsrate lag im Jahr 2010 mit 318 Punkten (US-Durchschnitt: 266 Punkte) im durchschnittlichen Bereich. Es gab acht Vergewaltigungen, 13 Raubüberfälle, 80 Körperverletzungen, 139 Einbrüche, 638 Diebstähle und 66 Autodiebstähle.

## Söhne und Töchter der Stadt
- Erasmus W. Beck (1833–1898), Jurist und Politiker
- Andrew Sloan (1845–1883), Jurist und Politiker
- Dalvin Tomlinson (* 1994), American-Football-Spieler